# Chien de la Serra da Estrela
Pour les articles homonymes, voir Estrela.
Le chien de la Serra da Estrela (cão da Serra da Estrela en portugais), également appelé chien de montagne portugais est une race de chiens originaire des montagnes de la Serra da Estrela au Portugal. D'origine inconnue, la race est cependant considérée comme l'une des plus anciennes du Portugal. Elle est très populaire au Portugal où elle représente la première race en termes d'inscriptions au registre d'élevage.
Le chien de la Serra da Estrela est un chien de montagne de grande taille, caractérisée par ses petites oreilles portées vers l'arrière de la tête. Deux variétés de longueur de poils existent, le poil long, qui est la plus représentée dans la race, et le poil court. De nombreuses couleurs de robes sont autorisées.
Le chien de la Serra da Estrela est utilisé comme chien de berger pour la protection des troupeaux d'ovins contre les loups et les rôdeurs. C'est un excellent chien de garde.

## Historique
Le chien de la Serra da Estrela, originaire de la Serra da Estrela, est l'une des plus anciennes races de la péninsule Ibérique,. Il est traditionnellement utilisé pour la garde des troupeaux contre les loups et les rôdeurs. Encore peu répandue en France, le chien de la Serra da Estrela est la race la plus populaire, en nombre de naissances, au Portugal. 
En 2012, avec 21 inscriptions au livre des origines français (LOF), le chien de la Serra Estrela est l'une des races les moins inscrites du groupe 2 « Chiens de type Pinscher et Schnauzer - Molossoïdes - Chiens de Montagne et de Bouvier Suisses ». La race s'est implantée en France à partir de souches portugaises et offre de bonne perspective d'expansion selon le Club des amateurs de molossoïdes ibériques et latino-américains.

## Standard

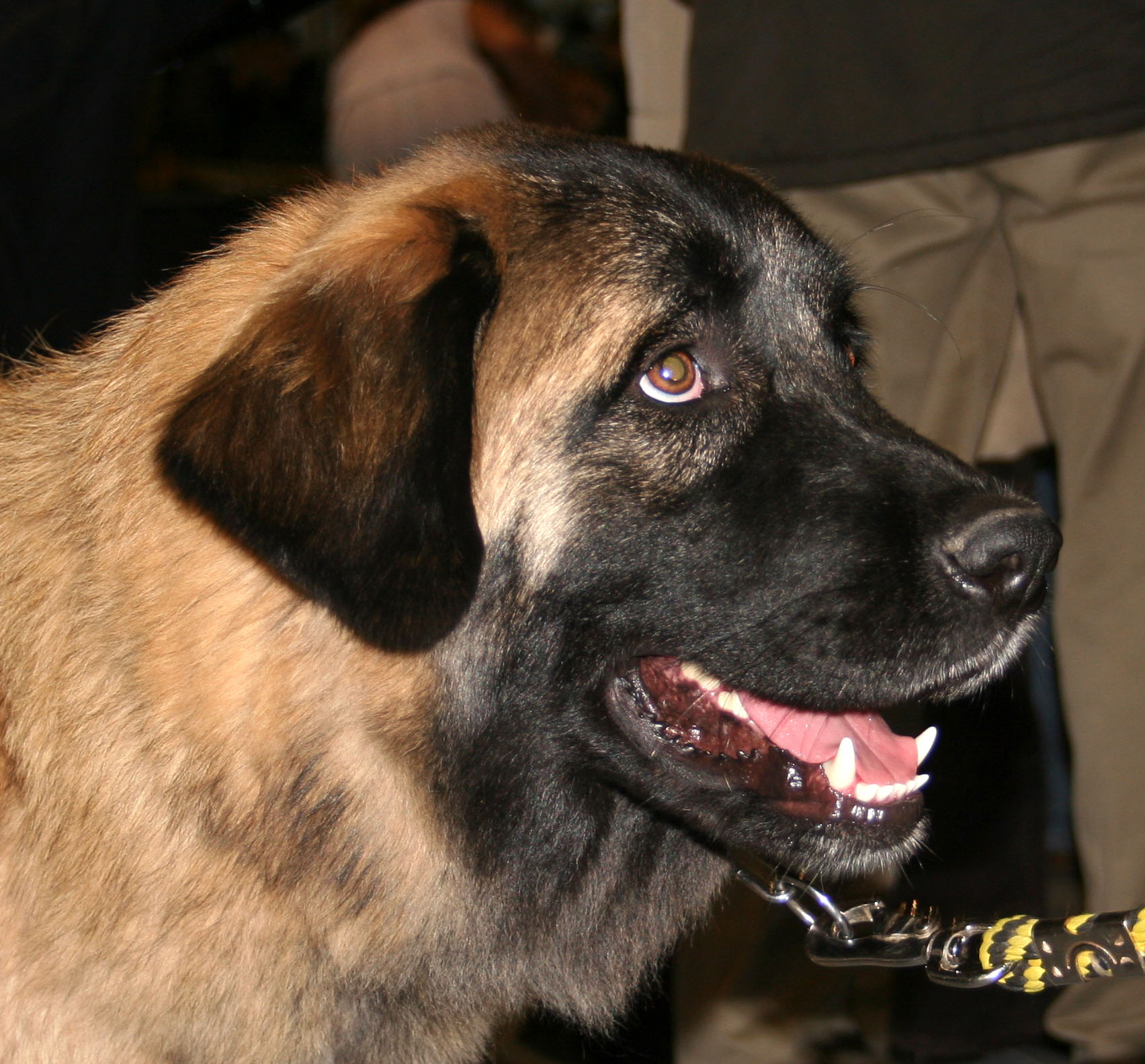
Portrait d'un chien de la Serra da Estrela.

Le chien de la Serra da Estrela est chien de grande taille, de type molossoïde et de type mâtin, d'aspect rustique et imposant, bien proportionné. Le corps est longiligne à médioligne. La taille au garrot est de 62 à 69 cm pour les femelles et de 65 à 73 cm pour les mâles. Attachée à mi-hauteur, la longue et épaisse queue est portée en dessous de l’horizontale au repos, légèrement au-dessus en action. Elle est en forme de faucille, avec un crochet à son extrémité et atteint au mois la pointe du jarret.
Le museau et le crâne sont approximativement de la même longueur. La forte tête est longue et légèrement convexe vue de profil. Le stop est peu prononcé. De grandeur moyenne à petits, les yeux de forme ovale sont disposés à l'horizontale, ils sont de couleur ambre foncé. Attachées à hauteur moyenne, les oreilles tombent latéralement et vers l'arrière de la tête avec le bord interne visible. Elles sont de forme triangulaire, arrondies à l’extrémité et de petite taille.
Cette race se présente sous deux variétés de poil : poil long, la plus répandue, et poil court, extrêmement rare. Le poil est fort, très abondant, légèrement grossier. Le standard FCI décrit la texture comme « similaire à celle du poil de chèvre ». Le sous-poil est court, abondant et emmêlé, de couleur plus claire que celle de la robe. La variété à poil long porte un poil lisse ou légèrement ondulé, plus court sur les membres et sur la tête, plus long sur la queue, épaisse et frangée, sur le cou, la gorge, les cuisses, abondamment frangées, et sur l'arrière des avant-bras. La variété à poil court porte un poil de longueur égale sur tout le corps, hormis sur la tête et les membres, plus courts. La robe admet le jaune unicolore, le fauve unicolore, le gris unicolore, le gris-loup, le bringé fauve, jaune ou gris avec charbonnures. Les marques blanches sont admises en très petite quantité, sur les pieds, sur le cou et le poitrail. La tête porte un masque foncé sur la face.

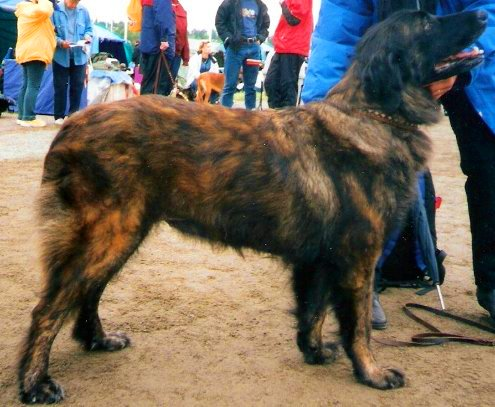
Un chien de la Serra da Estrela bringé.
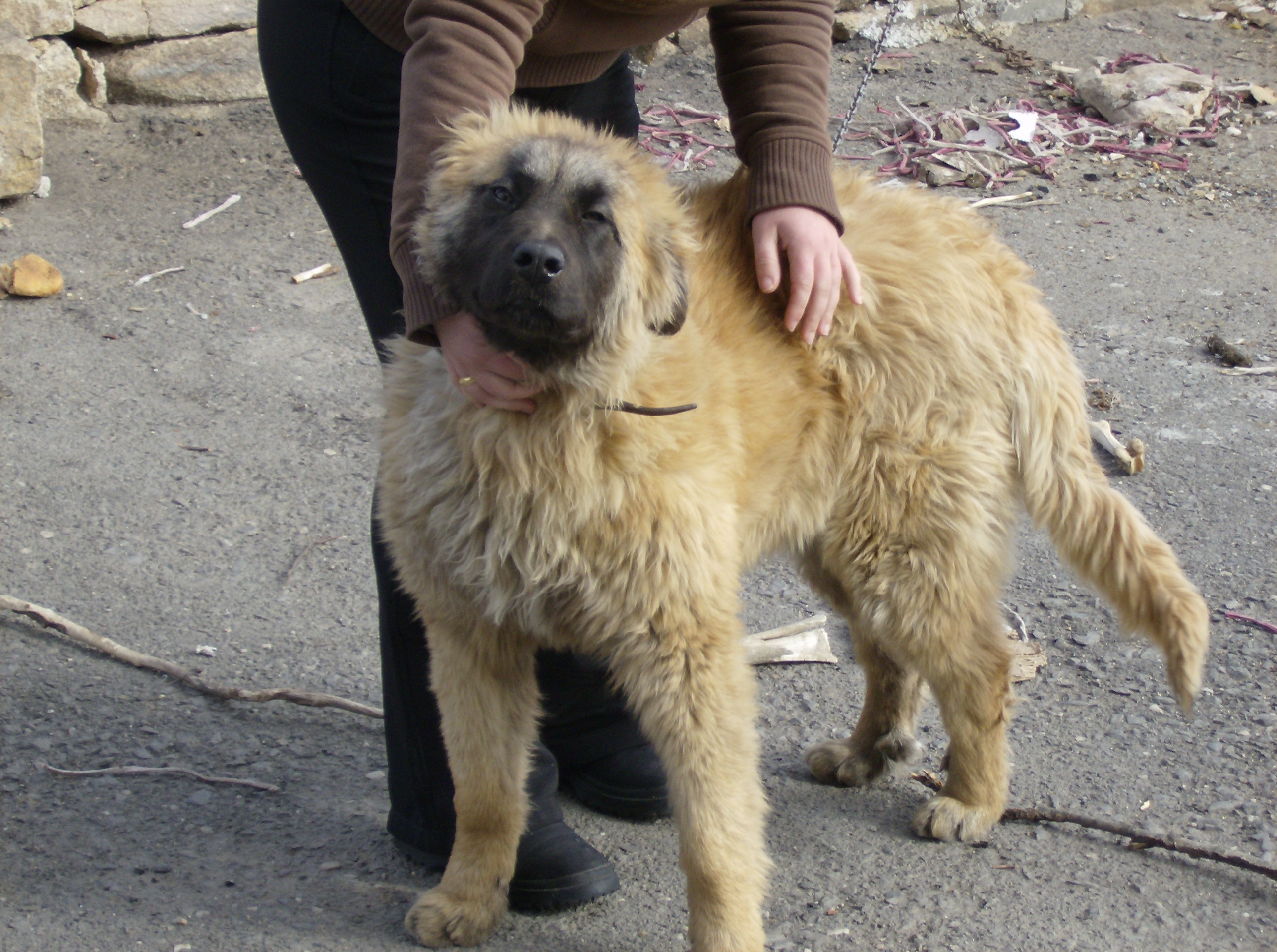
Un chien de la Serra da Estrela jaune.
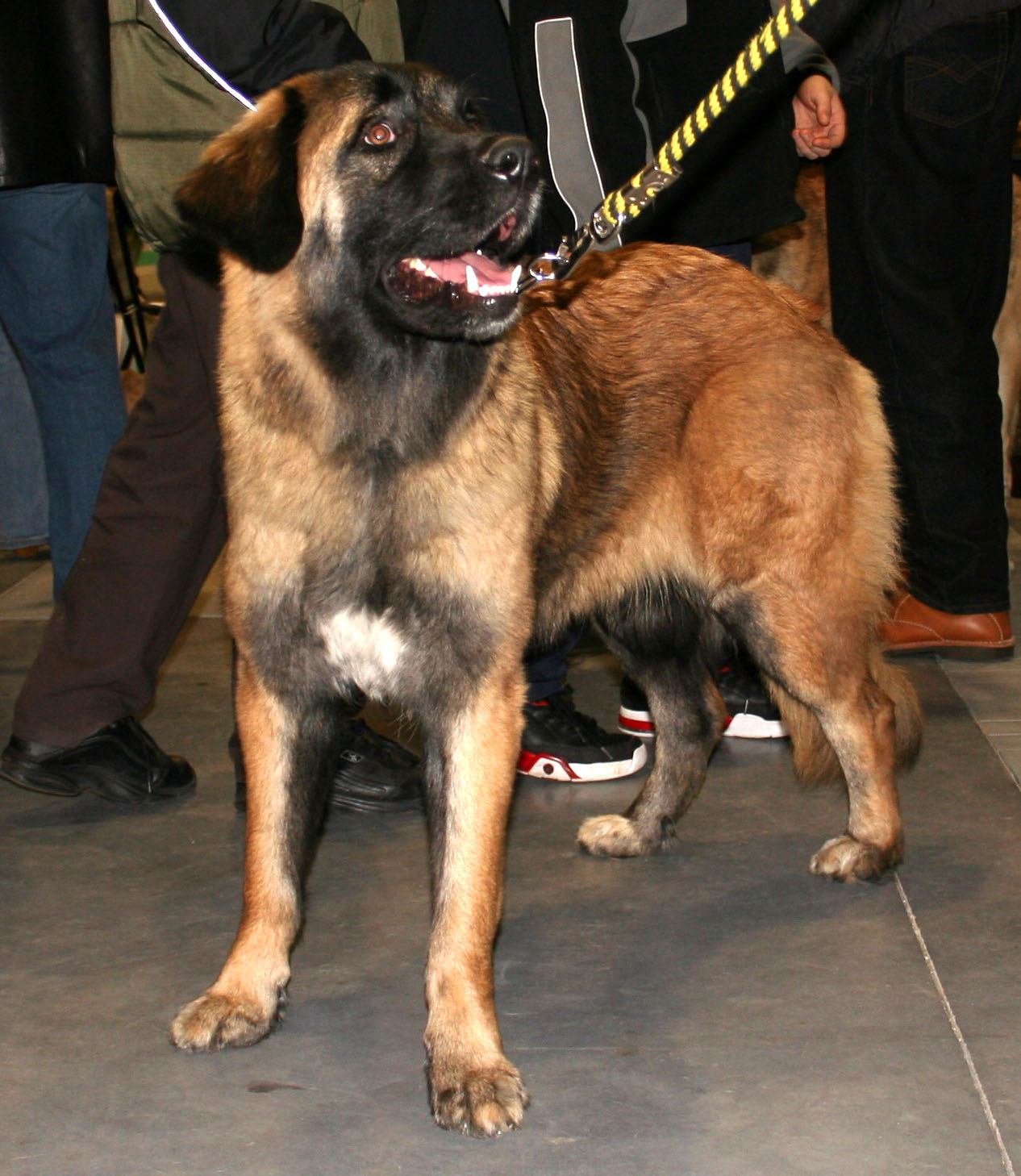
Les marques blanches sont présentes en petite quantité. Ici, une étoile au poitrail.

## Caractère

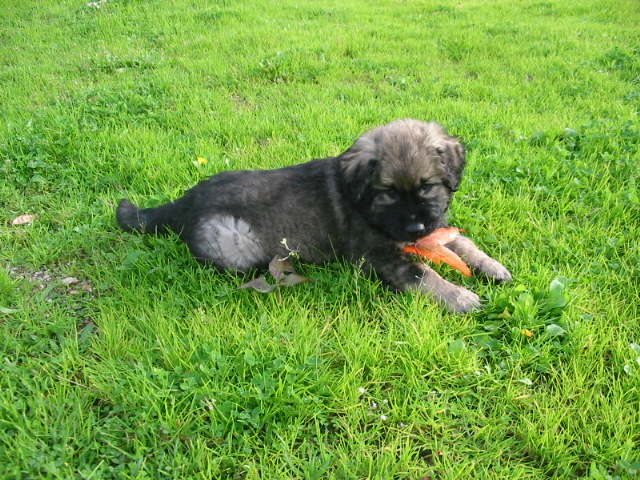
L'éducation doit être réalisée en douceur dès le plus jeune âge.

Le chien de la Serra da Estrela est décrit dans le standard de la race comme un chien doué pour la garde, docile avec son maître et méfiant envers les étrangers. Les inconnus sont souvent impressionnés par son tempérament ferme et parfois menaçant. L'éducation doit être réalisée en douceur dès le plus jeune âge. C'est un chien très énergique qui a besoin d'espace, il est très fortement déconseillé de le faire vivre en ville.

## Utilité
Le chien de la Serra da Estrela est un chien de berger, spécialisé dans la protection des troupeaux contre les loups et les voleurs. C'est un chien d'utilité polyvalent qui possèdent des aptitudes innées pour la garde. Il est utilisé par les fusiliers de Lisbonne pour garder les bateaux dans le port. Le chien de la Serra da Estrela peut également être utilisé comme chien de défense et a été utilisé comme chien de trait.